# سام بي. تايلور
سام بي. تايلور (بالإنجليزية: Sam B. Taylor) هو مدير فني أمريكي، ولد في 26 فبراير 1898 في Doswell, Virginia ‏ في الولايات المتحدة، وتوفي في 1 أبريل 1966.